# Trifolium hirtum
Trifolium hirtum là một loài thực vật có hoa trong họ Đậu. Loài này được All. miêu tả khoa học đầu tiên.

## Hình ảnh

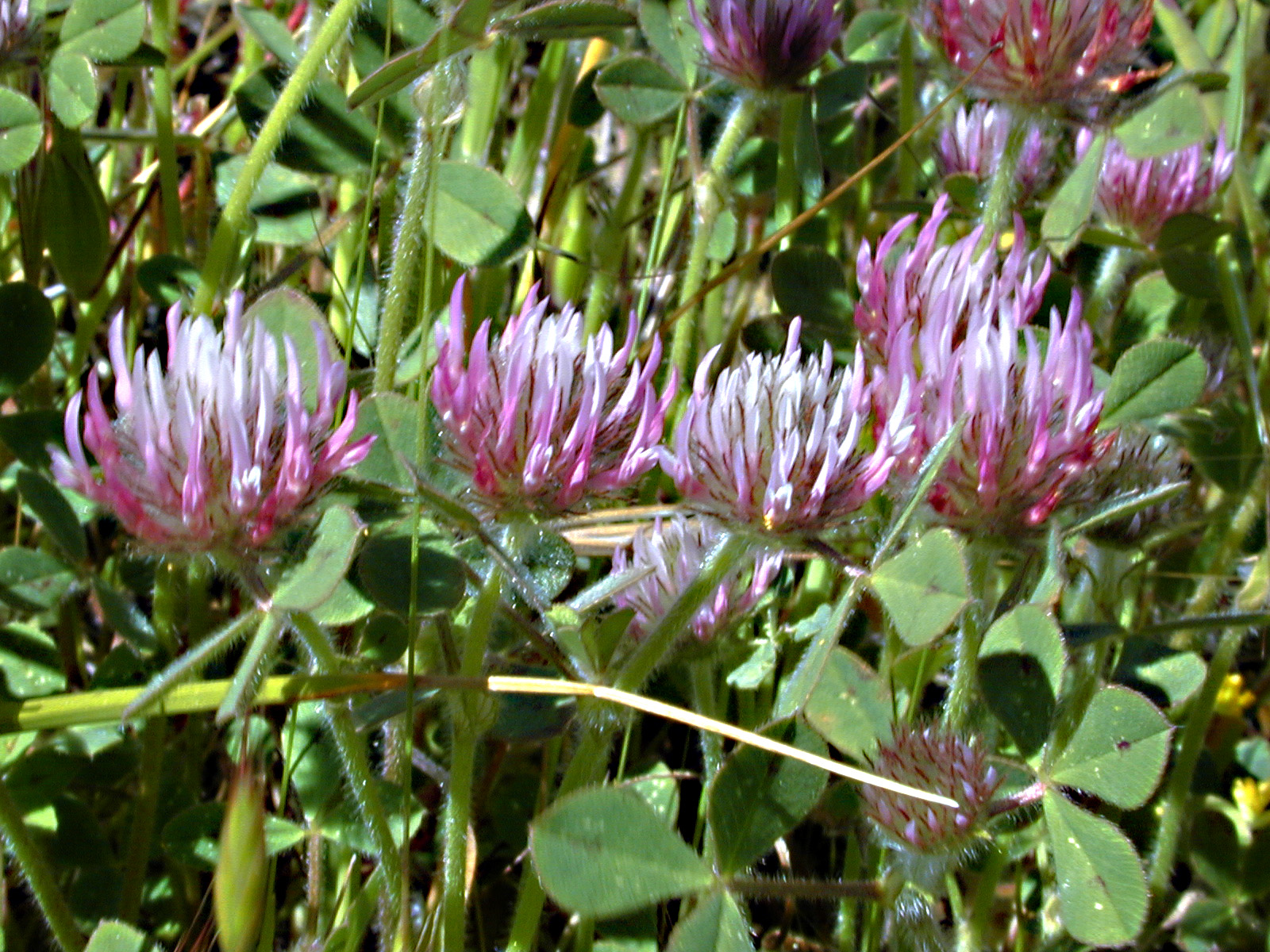
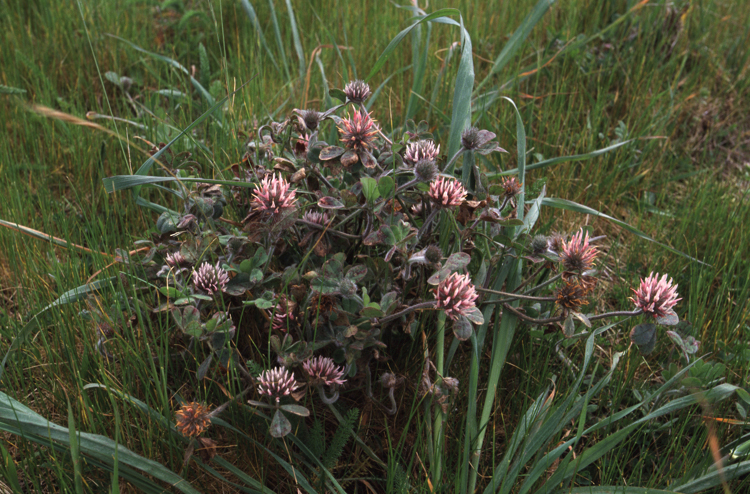
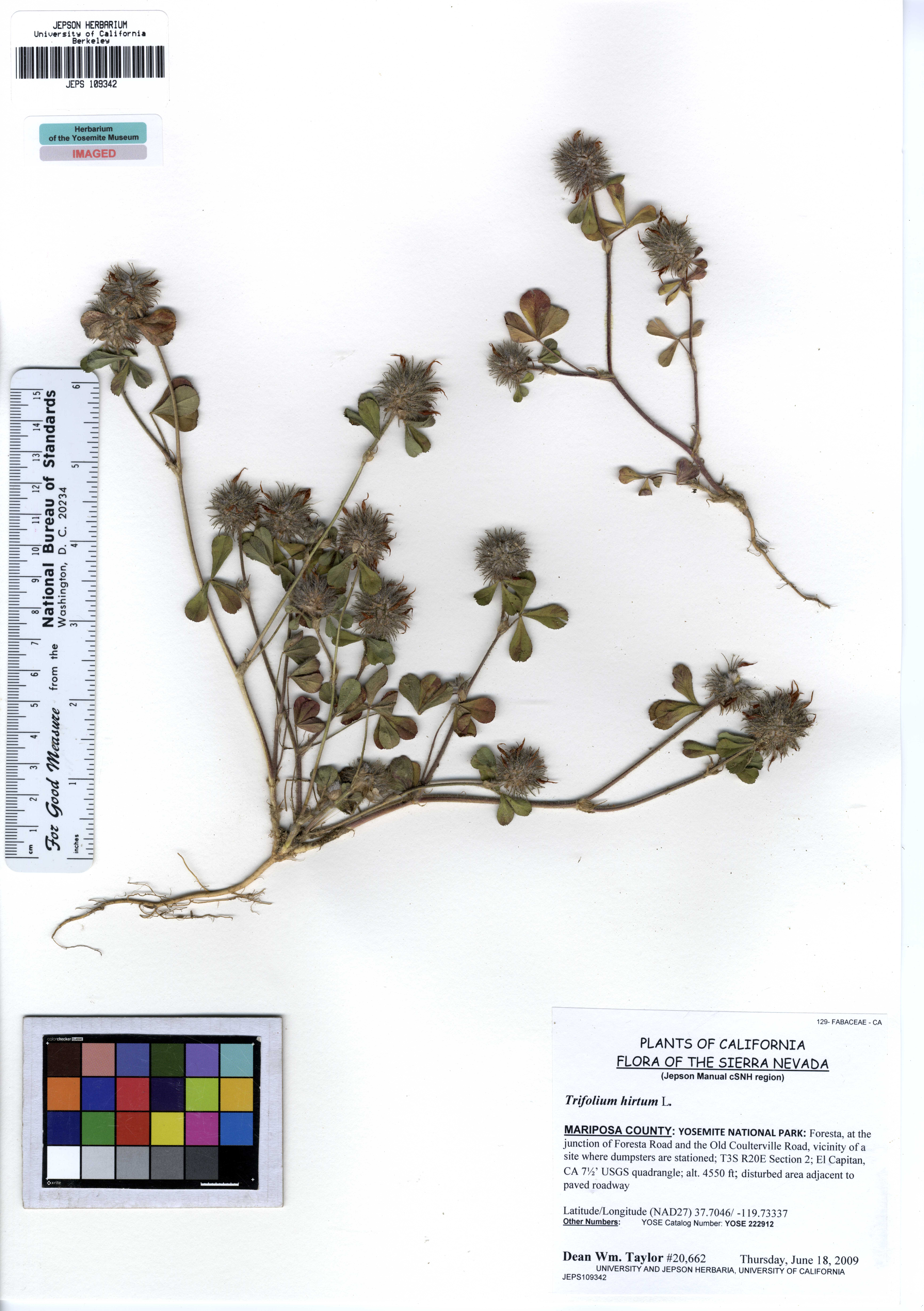
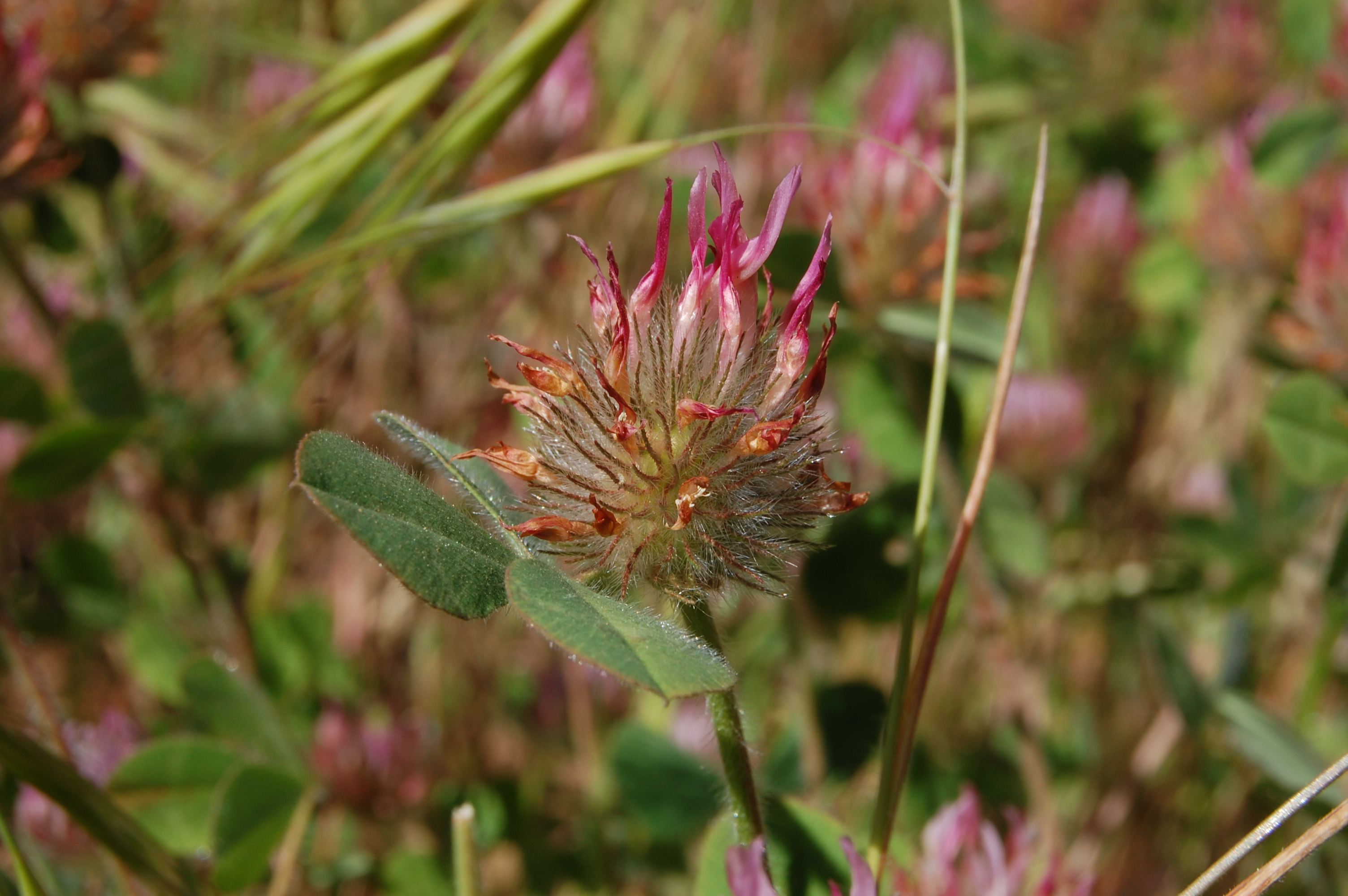